# Station Etiez
Station Etiez is een spoorwegstation in de Zwitserse gemeente Val de Bagnes. Het station ligt aan de spoorlijn Martigny - Orsières.